# Четвёртое китайское завоевание государства вьетов
Четвёртое китайское завоевание вьетов — период в истории Дайвьета с 1407 по 1427 годы, на протяжении которого страной, как своей южной провинцией Зяоти (Цзяочжи), управляла империя Мин. Завоевание произошло после того, как династия Хо не смогла устоять в войне с Мин в 1406—1407 годах.

## История

### Завоевание Дайнгу
Минский двор начал разведку и провокации против вьетов ещё при правлении династии Чан. 
Хо Куи Ли, захвативший в 1400 году власть в Дайвьете и переименовавший его в «Дайнгу», в спешке готовился к обороне, параллельно пытаясь оттянуть вторжение с помощью дипломатии. По стране строили оборонные сооружения, перекрывали реки сетями и вбивали в дно сваи. Готовили оружие и набирали армию. Длина линии оборонных укреплений составляла около 400 метров.
Вторжение на территорию Дайнгу началось 19 ноября 1406 года, когда двухсоттысячная минская армия перешла границу. Спустя два месяца крепость Дабанг пала, линия обороны была прорвана. В июне 1407 Хо Куи Ли вместе со своими генералами оказался в плену. Военачальники Хо говорили, что причиной такому скорому поражению являлось то, что народ не поддерживал новых правителей: мало того, что, с точки зрения народа, занявшая престол обманом семья Хо была нелегитимна, но и первые мероприятия Хо были направлены на улучшение собственного благосостояния.

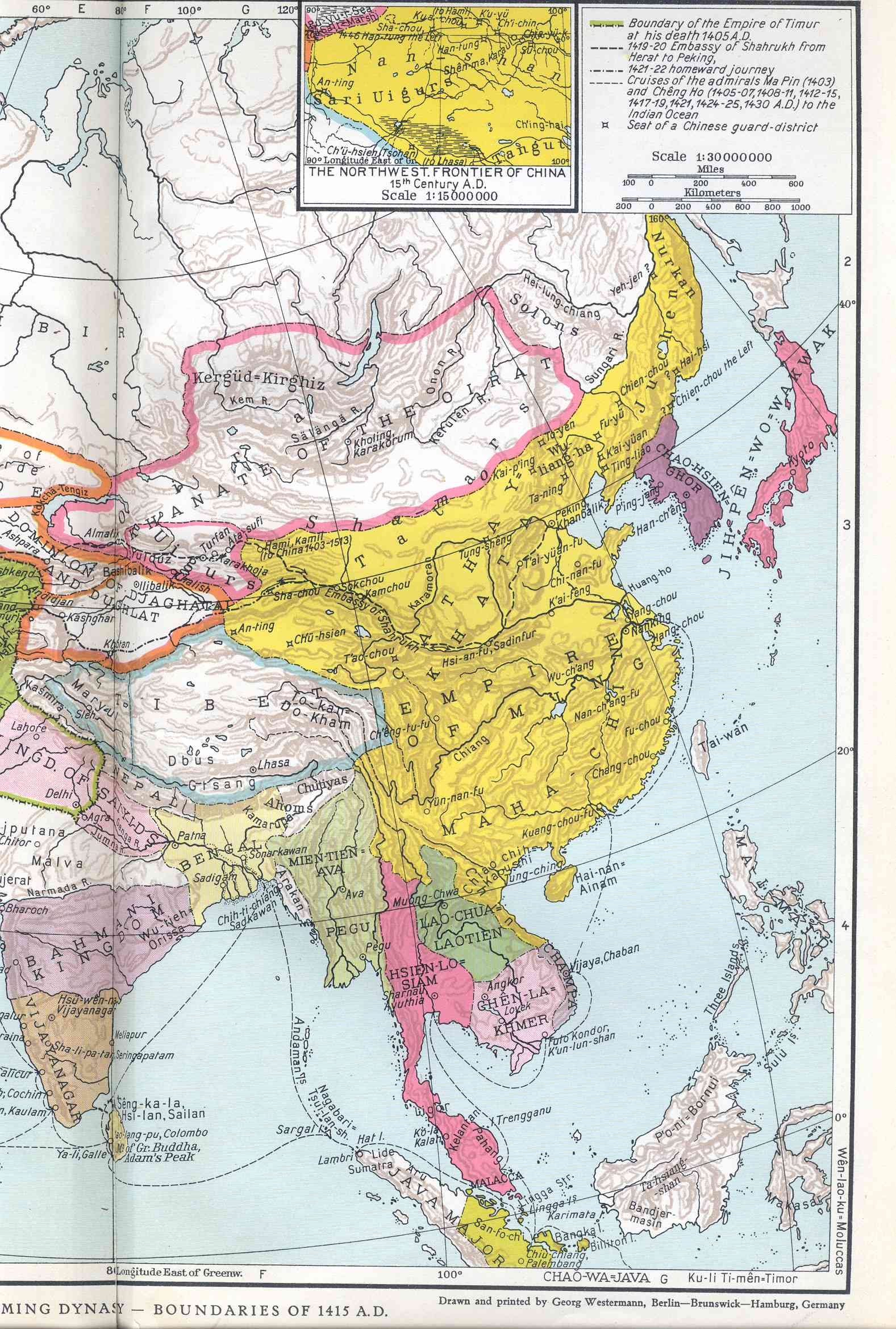
Территория Империи Мин во время правления императора Чжу Ди («Юнлэ»)

### Восстания поздних Чан
Ослабленная внутренними конфликтами, поздняя Мин стала терять контроль над Зяоти (Дайвьетом). Как и в прошлые разы, завоёванные вьеты немедленно начинали готовить восстания по всей стране. В большинстве случаев такие восстания бывали быстро подавлены из-за неудачного планирования. Примерами могут служить восстания Чан Нгоя (Trần Ngỗi), сына императора Чан Нге Тонга и его племянника Чан Куи Кхоанга (Trần Quý Khoáng).

### Ламшонское восстание
Ле Лой, один из самых знаменитых национальных вьетских героев, чествуется как избавитель Дайвьета от Мин. Рождённый в семье богатых земледельцев, Ле Лой работал чиновником до завоевания, отказавшись служить китайцам. В 1427 году он напал на пограничный китайский город, китайцы сумели отбиться, а вьеты потеряли 10 000 людей, включая командира евнухов Ле Ми. Спустя десять лет, Ле Лой сумел победить минские армии. Вместо того, чтобы казнить китайских солдат, он дал им корабли и отправил в Китай. После этого Ле Лой взошёл на трон Дайвьета под именем Ле Тхай То и основал династию Ле (1428—1788).

## Характеристики китайского правления

### Культура
Китайцы ввезли в Дайвьет множество книг, например, И Цзин, а все классические труды, относящиеся к Дайвьету и его истории, были запрещены (например, Собрание записей о потусторонних силах Вьетского царства оказалась одной из немногих сохранившихся книг периода 939—1407 годов). Множество памятников архитектуры, в частности, пагода Баоминь (Bảo Minh), было разграблено и уничтожено. Мин стремилась распространить в Дайвьете китайскую культуру, запрещая местную. Вьетам было предписано даже одеваться только в китайскую одежду.

### Экономика
Китайцы активно поощряли разведывание и использование золотых и серебряных шахт, всю добычу которых они, однако, забирали в Пекин. Кроме того, был введён налог на соль. Общее налоговое бремя сильно возросло по сравнению с правлением Хо.

### Армия и управление
Для того, чтобы держать вьетов под контролем, Мин создала систему «Со Хо»: в каждой семье хранилась особая книга, куда заносили все изменения в составе семей. За счёт этого получилось создать списки возможных призывников в китайскую армию. Несмотря на то, что сам процесс переписи был обычным для угнетённых земель, это конкретное действие вызвало крайне отрицательную реакцию в народе.
Многие талантливые вьеты в это время получили возможность уехать в Китай и стать придворными чиновниками.